# Черкасова, Оксана Леонтьевна
Оксана Леонтьевна Черкасова — советский и российский режиссёр-мультипликатор, художник, художник-мультипликатор.

Лауреат Государственной премии Российской Федерации за 1996 год. Член Академии кинематографических искусств «Ника».

## Биография
Родилась 20 августа 1951 года в городе Норильске Красноярского края. В 1976 году окончила факультет дизайна Свердловского архитектурного института. В 1979-81 годах училась на Высших курсах сценаристов и режиссёров в Москве (отделение режиссуры мультипликационного кино, мастерская Ф. С. Хитрука, Ю. Б. Норштейна).

В 1981-2002 годах работала в ТПО художественной мультипликации Свердловской киностудии, позднее – студии «А-фильм». Ставит рисованные фильмы, сотрудничает с художниками В. А. Ольшвангом, А. Н. Золотухиным и другими. С 1991 года ведёт театральный кружок и уроки фольклорного театра в Детской школе Искусств № 1 в Екатеринбурге.

С 2002 года руководитель кафедры «Анимационный дизайн» в УралГАХА, с 2005 года — заведующая кафедрой «Графики и анимации» в Институте изобразительных искусств при архитектурной академии.

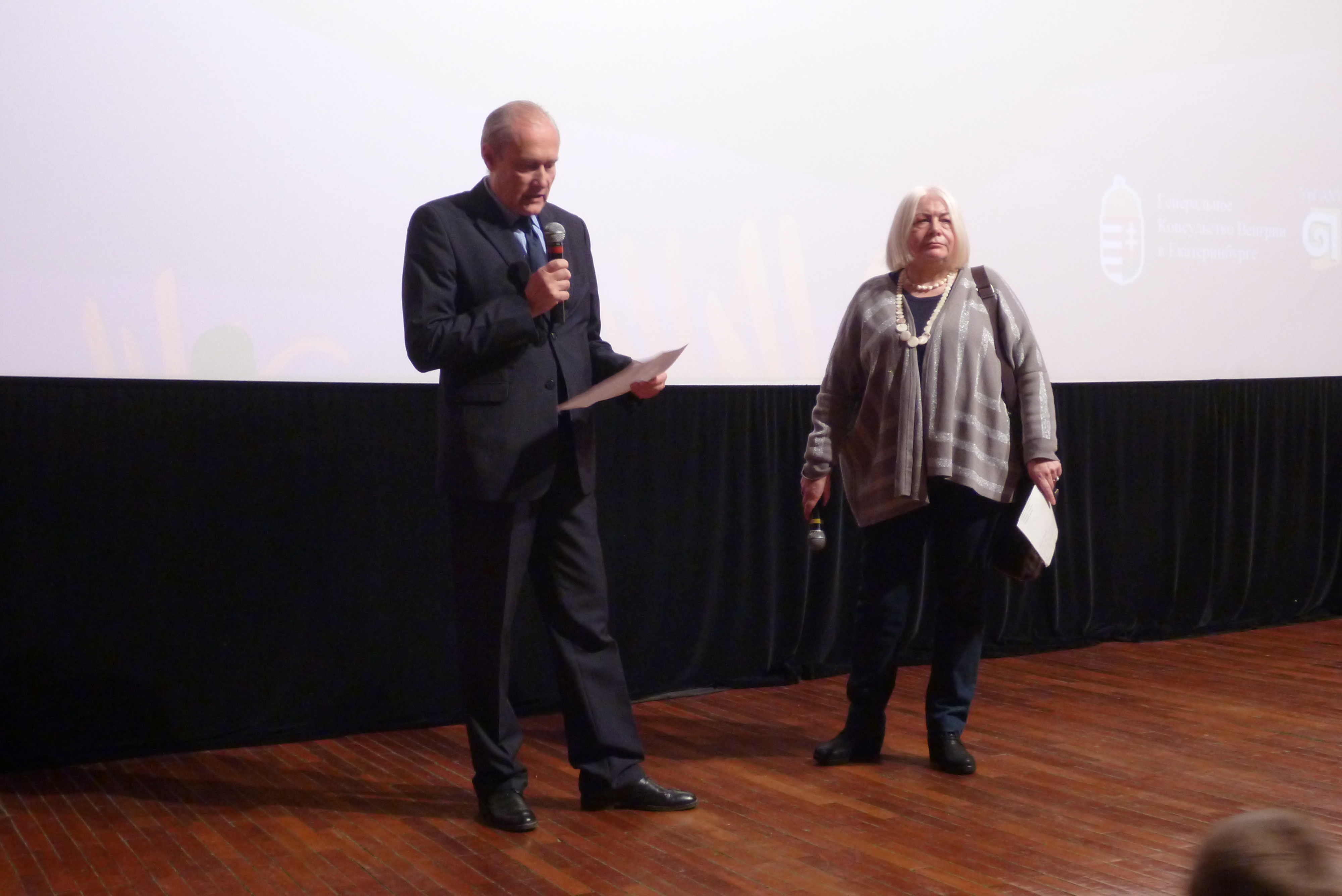
Оксана Черкасова и генеральный консул Венгрии Сергей Сюч на Дне венгерской анимации, 2018 год

## Фильмография

### Режиссёр
- 1985 «Кутх и мыши»
- 1987 «Бескрылый гусенок»
- 1989 «Дело прошлое»
- 1992 «Племянник кукушки»
- 1995 «Нюркина баня»
- 1999 «Ваш Пушкин»
- 2002 «Человек с Луны»
- 2007 «Антонио Вивальди» в цикле «Сказки старого пианино»
- 2011 «Джоаккино Россини» в цикле «Сказки старого пианино»
- 2014 «Купава»

### Художник-мультипликатор
- 1984 «Кот в колпаке»
- 1992 «Племянник кукушки»
- 1995 «Нюркина баня»
- 1996 «Бабушка»
- 1997 «Розовая кукла»
- 1999 «Ваш Пушкин»
- 2006 «Сказки старого пианино»

### Документальное кино
Оксана Черкасова снималась в фильме из цикла «Мир анимации или анимации мира» (2001).

## Награды и премии
- Лауреат Государственной премии Российской Федерации за 1996 год.
- Премия Правительства Российской Федерации в области культуры (23 декабря 2013) — за цикл образовательных анимационных фильмов «Сказки старого пианино»[2].
- Премия Союзного государства в области литературы и искусства (2020)[3].
- Золотая Пушкинская медаль (1999, «За вклад в развитие, сохранение и приумножение традиций отечественной культуры»).

Оксана Черкасова многократно награждалась на фестивалях:
- «Кутх и мыши»
  - Диплом за лучший дебют Российской анимации
- «Бескрылый гусёнок»
  - Диплом МКФ «КРОК» Украина 1987 г.
  - I приз фестиваля «Этнографического кино» г. Пярну
  - Приз «Серебряный полкан» фестиваль киноклубов г. Самара
- «Дело прошлое»
  - Приз жюри Гильдии критиков МКФ «КРОК» (Украина)
  - I приз фестиваля «Этнографического кино» г. Пярну (Эстония)
  - Приз «Золотой полкан»  фестиваль киноклубов г. Самара
- «Племянник кукушки»
  - Гран-При фестиваля «Этнографического кино» г. Пярну (Эстония)
  - Гран При МКФ женского кино г. Кельн (Германия)
  - I приз МКФ «КРОК» (Украина)
  - I приз МКФ в Дрездене (Германия)
  - I приз МКФ в Оберхаузене (Германия)
  - II приз на МКФ в Хиросиме (Япония)
- «Нюркина баня»
  - I приз на МКФ «КРОК» (Украина)
  - II приз «Серебряный голубь» на МКФ в Лейпциге (Германия)
  - Гран При на МКФ в Эшпиньо (Португалия)
  - I приз на МКФ в Бадене (Швейцария)
  - I приз на МКФ в Загребе (Югославия)
  - I приз на МКФ в Дрездене (Германия)
  - I приз на МКФ в Хиросиме (Япония)
  - Гран При МКФ женского кино г. Минск (Белоруссия)
  - Спец приз жюри I ОРФак г. Таруса (Россия)
- «Ваш Пушкин»
  - Большая Золотая медаль творческих союзов «К юбилею Пушкина»
  - Специальный приз жюри на МКФ в Дрездене (Германия)
  - Спец. Приз жюри на V ОРФАК в г.Таруса
  - Спец приз КФ «Сибирь» г. Валанс (Франция)
- «Человек с Луны»
  - Спец. Приз жюри VIII ОРФАК в г. Суздаль
  - Гран При МФАФ в г. Лейпциге «Золотой голубь» (Германия)